# DotA
《遗迹保卫战》，通常簡稱DotA，中文也译刀塔，是以《魔兽争霸III》资料片《魔兽争霸III：冰封王座》为基础制作的一系列角色扮演（RPG）类型自定义地图。
第一张DotA地图《RoC DOTA》是由作者Eul创作的源自星际争霸的一个RPG对战地图，但之后该地图停止了更新。在此之后，有其他作者继续更新DotA地图并将其移植到了《魔兽争霸》，其中各自添加了不同的游戏元素。随后有人制作了包含各个DotA版本的英雄的地图：（简称），如今的DotA一般指Defense of the Ancients: Allstars。现在DotA Allstars是最流行的DotA类地图，也是世界上最流行的魔兽RPG地图。DotA Allstars是一个重视对抗的角色扮演游戏。游戏目标是在队友的合作下，按照一定的顺序摧毁对方的基地；或是有一方全部退出游戏。游戏中也有由人工智能所控制的单位。
这个地图使用《魔兽争霸III》地图编辑器开发。有许多人参与这张地图的开发，现在主要的开发者的昵称是“IceFrog”。
2005年，DotA Allstars已经成为世界电子竞技大赛（WCG）亚洲杯上的一个比赛项目。
IceFrog后來加入美国游戏公司Valve开发了续作DOTA 2，于2013年正式发行。

## 游戏开发

### Eul时期
DotA地图以《星际争霸》地图“万世浩劫”（Aeon of Strife）为基础，第一版的DotA在2003年由地图制作者“Eul”发布。最初的DotA地图中的英雄技能与常规游戏中的英雄技能并无差别，但5V5的创新游戏模式仍得到玩家的喜爱。此时的DotA只有32个英雄和39个物品。在《魔兽争霸III》的资料片《魔兽争霸III：冰封王座》发布后，地图编辑器能够更细致地定制物品、技能、模型和贴图。之后Eul制作了冰封王座版的后就再未更新地图。为纪念Eul的早期贡献，DotA Allstars中有一件物品被命名为“Eul的神圣法杖”(即“Eul's Scepter of Divinity”,在Icefrog时期命名）。此时有不同的作者在各自的版本中增加了不同的新英雄、物品和特性。而史蒂夫·费克将各种DotA地图的版本中的一些英雄汇集而制作成了DotA Allstars。

### Guinsoo时期
史蒂夫·费克（昵称“Guinsoo”）继续开发DotA Allstars；这个版本最终成了主流行本。事实上，现在简称为DotA的地图都指DotA Allstars。史蒂夫·费克说当他开始开发DotA Allstars时他没想象到最终会变得如此流行，他的目的只是为了解决其他版本的各种Bug并制作一个有趣的版本与朋友分享；成功的游戏类型启发他设计一个新的名称，他认为有一种新的游戏类型。Guinsoo在他更新地图的过程中始终优化地图，提高其速度。在这一段时期中，大约10个地图制作者创建了一个叫“9nid”的论坛。史蒂夫·费克增加了一个物品组合系统以帮助玩家获取更强大能力的英雄，也增加了一个需要一个队伍才能打败的强大Boss“Roshan”（以他的保龄球命名）。自史蒂夫·费克开始维护DotA Allstars之后，他添加了击杀敌方时的配音，之后该地图一直在更新，保持了游戏的活力。
史蒂夫·费克使用了一个战网频道作为DotA玩家交流的地方，但是DotA Allstars没有用作讨论交流的官方站点。DotA Allstars的Clan战队——TDA, 提议设立一个专门的网站，以取代不方便的更新。TDA的成员史蒂夫·梅斯康（昵称“Pendragon”）在2004年10月14日创建了官方社区——dota-allstars.com。。大约有10人创建了第一个半官方性质的论坛，之后又创建了第一个DotA联盟——Clan TDA，当时的地图版本为5.84。之后International Gamaing Syndicate（IGS）开始举办官方认证的DotA比赛因为玩游戏的人越来越多，“Guinsoo”开始寻求其他地图制作人帮助（包括Icefrog）。地图版本在大约6.00的时候，副组长（Pendragon）因为和组长（Guinsoo）的冲突退出了这个社团，从而导致了老社团一段时间的管理混乱，此时的工作组开始瓦解。
除了最强大的Boss以史蒂夫的保齡球名字“Roshan”命名之外，为纪念他对DotA Allstars的巨大贡献，也有一件物品被用史蒂夫的昵称命名——“Guinsoo的邪恶镰刀”（即“Guinsoo's Scythe of Vyse”,在Icefrog时期命名）。
Guinsoo、Neichus和TerrorBlaze等人制作了6.00和6.01版本后停止了对DotA Allstars的开发。此时游戏中包含了69个英雄。

### IceFrog时期
在史蒂夫·费克停止开发后，冰蛙（IceFrog）从版本6.02开始接手，直到现在他仍在为地图工作。他添加了新功能、英雄和修正，每一个版本都附带更新记录。IceFrog拒绝接受采访；只有通过他使用电子邮件将地图发送至getdota.com和地图载入画面中的昵称才能看到IceFrog是地图的作者。现在Icefrog通过个人Blog与玩家们交流、回答玩家们对他和对游戏的问题。他也会报道一些即将发布的地图版本，包括新的英雄和物品。Icefrog较易接纳他人意见，许多新的东西就是经过讨论而创作出的。
DotA Allstars的开发测试团队并不大，在游戏制作时有一定优势，而在测试时也带来了诸如测试不完整的麻烦。
DotA Allstars通过官方社区维护。玩家能发表对新英雄和新物品和其他向地图添加元素的点子。玩家贡献图标和英雄描述并且创建游戏载入画面的插图，并且对已经存在的英雄和物品认真地提供意见；IceFrog一旦改变一个新英雄之后不到两个星期，新版本的地图会发布。地图的人工智能版本也发布了。Pendragon继续维护dota-allstars.com（自2009年4月起站点有150多万注册用户并且每月有100万的访客）。之后，因为Pendragon和一些人想将DotA Allstars做成商业化的产品，而IceFrog仍想保持DotA Allstars的免费，所以他离开了dota-allstars.com并开始在自己的网站上继续开发游戏。2009年10月5日，IceFrog加入了Valve并拥有了一支开发团队，将进一步完善DotA的游戏体验。

### 《魔兽争霸III》的制约
DotA Allstars本身以《魔兽争霸III：冰封王座》为基础，虽然开发的成本降低，但是也受到了《魔兽争霸III：冰封王座》的制约。由于暴雪娱乐对《冰封王座》及其地图编辑器的持续更新，DotA Allstars有时需要大幅重写代码。而《冰封王座》对自定义地图的大小不能超过4MB的限制一度使得制作团队必须优化代码而且必须尽量少地加入定制的游戏元素。不过《魔兽争霸III：冰封王座》更新到1.24就已将地图容量提升到8MB，这代表1.23以下版本以前对于地图容量限制而无法做到的修改已经破除，现已可以将更多的元素加入DotA Allstars。
另一方面也有观点认为目前DotA Allstars尚没有达到《魔兽争霸III：冰封王座》的地图限制。在去除冗余代码和冗余模型等内容之后，在现有的地图限制下加入更多的元素是完全可行的。
总之最后魔兽争霸上的DotA已经停止版本更新，而魔兽争霸引擎带来的机制也在续作Dota2中逐步被打破。

### 中文版本
2005年6月，Heintje汉化了DotA Allstars 6.12，之后亞洲中国地區也成立了少数战队，举办了几场比赛。而一个叫作DotACN网站，在2008年3月18日发布DotA Allstars 6.51中文版，而从这个版本到之后的6.54B却因为中國國内大多数游戏对战平台以《魔兽争霸III》1.20E进行游戏而遇到阻碍——物品可以与不同英雄交换而重复使用，而《魔兽争霸III》1.22却不能这么做。之后因为争议，所以IceFrog成立了官方的汉化组，由Heintje担任组长。在当时，中文版本的DotA Allstars新版发布时，大部分玩家并不会更新它。

### 外围工具
因为《魔兽争霸III》的自定义地图没有提供一些功能（匹配玩家和连接速度等等），玩家开发了各种各样的程序用来维护DotA。例如ping玩家的位置和排除特定玩家的外部工具。战队和队员如TDA维护他们自己的官方规则和制度，并且能够在“banlists”中踢出玩家。

### 其他游戏中的版本
与其说其他游戏中也做出了DotA，不如说DotA已经成为一种游戏模式，即MobA。2010-2020的十年间，出现了许多类DotA游戏。
在同为暴雪开发，而且本来就与Dota游戏模式有渊源的星际争霸II：自由之翼中，也出现了玩家模组的DOTA：帝国圣地风暴（后改名为风暴纪元）。暴雪最开始想开发一个官方版本的DOTA，暴雪全明星，不过后来在完善游戏机制以后，已经脱离了DotA套路，该游戏成为了风暴英雄。
超神英雄一开始在游戏性上与DotA几乎完全一样，后来渐渐独立发展。
第二代Dota目前已经放出公测版本，名字是Dota 2，开发商为Valve，并且有高达数百万美元奖金的比赛。由于魔兽争霸III的技术缺点例如外挂、机制限制，Dota2的版本已经领先于原有DotA，在IceFrog不再更新DotA以后，又回到了多个开发者各有不同版本的格局。
在Dota2的游戏大厅里面，也有很多玩家模组的DotA。

## 游戏内容
在《魔兽争霸III》中对战策略一般围绕选择和加强英雄，使用其他单位支援英雄。胜负的关键通常取决于英雄。在DotA中只要求玩家控制英雄对战。
DotA Allstars与传统的即时战略游戏注重资源收集与基础建筑有所不同，而是让玩家控制一个强大而具有独特能力的英雄。随着版本的更新以及相应的剧情，现今以分成近卫军团（Sentinel）、天灾军团（Scourge）以及中立生物，而英雄也随之增至100多个。DotA允许最多10个玩家以5对5的方式进行竞赛，此外还能在10人之外额外加入最多两名裁判（旁观者），某些非正式场合也可以看到少于5人的较少人数的对抗。玩家们被分为2队，近卫军团（在游戏中采用暗夜精灵的界面和语音）和不死族天灾军团。其中近卫军团的主基地设在地图的左下角，而天灾军团的主基地则在地图的右上角，地图上有3条主要路途连通双方，每条路都沿途给两方各设3个防御塔，三条路中间又有数条支路可以连通。游戏的胜利条件就是摧毁对方的沿途防御塔后，摧毁他们的中心建筑（近卫军团和天灾军团的中心建筑分别为“世界之树”和“冰封王座”）或者所有对手退出游戏。游戏时间通常会在30分钟到50分钟之间。

DotA Allstars游戏中

每个玩家控制一个英雄（一个具有强大能力的单位）。在DotA Allstars中，玩家可以按照模式选择具有不同战术优势的英雄。游戏需要玩家们团队合作获得胜利，一名队员是难于取得胜利的。然而，对少数英雄而言（它们通常称作后期英雄），只要有足够的时间和金钱，却也可能一人扭转本方的劣势甚至反败为胜。
因为游戏围绕加强个人英雄，它不需要如传统的即时战略游戏那般直接参与资源管理和基础建设，所以较《魔兽争霸III：冰封王座》比较，DotA有许多战术，随机队友进行的游戏中并不是很注重全局战略层面的控制，而是更强调局部的战术配合；而在战队的比赛中，任何一个有关全局的细节都必须得到重视，有许多场比赛优势方在疏忽下或是在大局方面出现错误，导致劣势方在金钱，等级，装备方面大大落后情况下获得胜利。通过杀死计算机控制的普通单位或中立单位获得经验和金钱；当累积足够的经验，英雄的等级可以增强，能获得技能点并加强自身属性。这些都能提高英雄的能力和攻击。游戏不需采集金钱，除了由系统提供的定期收入，还能通过杀死敌方单位、敌方英雄、中立单位、摧毁防御塔和获取助攻奖励获得金钱。当玩家英雄阵亡后，在复活的时限过后自动复活，同时也可以用金钱直接复活英雄。
一般的DotA Allstars游戏都是5人对抗5人的比赛。游戏中需要队友的默契配合。整个队伍要共同决定英雄阵容、战术安排、偷袭、逃跑、战斗地点的选择、进攻和防守策略的安排，既要考虑宏观的战略安排，又要打赢局部战争。通过金钱，玩家可以购买物品，增强自己英雄的能力。玩家可用这些金币来强化他们的英雄，或得到某些特殊能力。购买物品对于游戏战术有重大影响。

### 平衡性
《魔兽争霸III》中，英雄的属性被设置为三类，即力量型、敏捷型和智力型，而DotA Allstars的英雄可以通过升级、购买装备等途径得以加强。而不同英雄之间的能力、技能等需要相互配合，单个英雄能力的高低并不能主宰整场比赛，往往需要团队合作。因此每一个队员的属性、技能、物品和配合都能够影响比赛的胜负。可以这样说，每一个细节的把控都将会直接或间接影响到整场比赛的胜负。
DotA Allstars的众多元素在一定程度上带来了平衡性问题，而这些问题需根据玩家的反馈来修改。
自6.56版本之后游戏中除了初级回复性的物品可以交换，其他物品不允许交换（交换后物品无任何效果），圣剑等死亡后掉落的物品除外。这样限制了依赖装备的英雄。
英雄具有较高的攻击力和技能，一场遭遇战通常在几秒钟的时间内便可决出胜负。玩家需要观察队友、敌人位置、决定技能释放时机和自己的位置，这就需要玩家保持注意力，也为游戏增加了难度。

### 游戏模式
在《魔兽争霸III》中的小酒馆可以让玩家选择中立英雄，而在DotA Allstars的默认模式中使用小酒馆作为其选择英雄的建筑（一般的《魔兽争霸III》游戏中是“祭坛”）。有多个酒馆供玩家选择英雄，为了平衡，现在的版本不再限制英雄阵营的选择，如近卫军团也可以使用天灾的英雄。

DotA Allstars提供了多种游戏模式，游戏的建立者在开始比赛时可以通过输入特定指令选取游戏模式，用于决定玩家自由选择英雄、从系统随机挑选的英雄中选取、由其中一名玩家（队长）代为选择或随机选择等。这些模式会对队员控制的英雄之间的配合、游戏的难度等产生影响，提高了游戏的多变性。
常用的模式有AP、RD、CW等。现在的版本玩家普遍使用的AP即-allpick模式，双方可以任意选择英雄，不受阵营限制。在之前的版本中玩家娱乐时通常采用-RD模式，系统在开始的时候随机选出大约二十个英雄供本局的十个玩家选择。从某一方开始，按照1-2-2-2-2-1的顺序交替选择。而DOTA正式比赛通常采用指令为CM的模式，开始时每方依次从所有英雄中去掉（ban）五个，这十个英雄本场比赛将不能被选用，其余所有英雄由双方轮流依次选用（pick）。自6.68版本起，CM模式改为双方各ban三个各选3个，再各ban两个各选两个。自6.75版本起，CM模式改为双方各ban两个各选两个，再各ban三个各选三个。

### 物品

河道北侧的神符

DotA Allstars能以不同的物品组成更强大的物品，有时，物品的选择能够决定游戏的胜负。
物品用作给英雄定制的一种方法。在Eul制作的版本中，对战通常让玩家能制作出最好的装备（通常称作“神装”）并且剩下很多钱。而Guinsoo认为，物品需要跟随英雄的成长而成长，所以需要按照游戏不同时期的金钱购买不同等级的物品。装备栏只有6格的限制（除了德鲁伊可以召唤熊灵，熊灵也有六格装备栏，所以德鲁伊可以有12格）使购买神装必须卖掉前段时期的装备，这将损失该物品一半的价值，Guinsoo就此制作了物品合成系统。玩家能在早期够买低价值的商品，并慢慢的合成它直到“神装”。
神符能短暂的加强英雄的能力，对于游戏有一定作用。存在有6种神符，可以赋予英雄提高速度、产生镜像、隐形、双倍伤害、赏金和回复神符，神符皆有时间效果限制,除回复神符可以藉由攻擊中斷效果以外的4种必須靠物品\技能才可以中斷。神符出现的地点在河道的南北两侧，若神符已经被取走则游戏的每偶数分钟会随机在河道南北中之一刷新一次。但是在最新的版本中，会在所有符点刷新神符

### 视野
DotA Allstars中的地形复杂，其中的斜坡与树林带来的视野差异带来了更大难度。而游戏中也可以使用物品或者依靠英雄技能获得一定时间内一定范围内的视野。
DotA Allstars地图中有多种地形来限制视野。树林间的间隙可以用于战斗和逃生。玩家可以配合地形造成的视野盲区、战争迷雾及物品逃生。
- 站在地势更高的地方，可以获得更大的视野。[44]
- 与单位处于相同水平高度的树木也会对单位的视野造成遮挡。
- 友军防御塔、小兵及友军英雄的视野能共享。若附近无友方单位、建筑及侦察守卫等，则此地没有视野。[44]
- 英雄的视野随游戏中的昼夜更替而变化。[44]

通过放置“侦查守卫”在某处，能在数分钟内保持拥有该区域的视野，“岗哨守卫”能看到隐形单位但只在放置10秒内拥有一小块视野，之后该守卫将只有反隐能力而没有视野。

### 電腦操控單位
游戏中存在三种电脑控制的单位：小兵、野怪和Boss“Roshan”。野怪每分钟都会刷新一次。玩家及野怪自身视野将影响野怪刷新。
为了减少游戏时间，随着游戏时间的增加或者拆除了特定建筑，小兵的实力都会增强。地图的脚本控制小兵，使得他们有特定的攻击优先顺序，玩家能通过这点技巧进行操作。
Guinsoo在4.0a版本中加入了Boss“Roshan”。Roshan非常强大且随时间的推移而越来越强，使得通常需要一个团队才能杀死，但也有一些英雄在有足够好的装备或某些技能以后能够单独杀死Roshan。杀死Roshan后能够获得经验值、金钱和物品。，但在其附近也可能因为它发生遭遇战。
在以往，“不朽之守护”是通过物品搭配来购买的。而现今版本，杀死Roshan才会掉落这物品。这物品允许英雄在阵亡数秒后原地满血满魔复活，并且此次死亡不计入计分板，这件物品只能生效一次并且不能交换。三次以上杀死Roshan会额外掉落一个可用于回复大量生命和魔法并且允许交换的物品“奶酪”。

### 遊戲錄影
《魔兽争霸III》包含了录像（Replay）功能，DotA Allstars是《魔兽争霸III》的自定义地图，故也支持录像功能。该功能允许玩家在游戏结束后将整场游戏存储为一个录像，便于以后观看。录像中包含了游戏地图、玩家信息，以及游戏的全过程。《魔兽争霸III》录像文件以w3g为后缀，可以与他人共享。录像的回放需要《魔兽争霸III》的主程序，因为录像文件只是记录了游戏地图及玩家操作，而不是游戏画面。录像的播放界面类似于游戏界面，玩家可以自由观看地图的每一个方位，也可以控制播放进度。有许多的第三方程序被开发出来，用于更好地分析录像中的信息（如每分钟操作数）。

### 不足
- 地图不具备匹配玩家的功能，导致游戏中各团队的水平不一，而新手很可能遇到很有经验的老手。[3]
- 进行游戏的条件繁琐，需要玩家安装了《魔兽争霸III：冰封王座》再下载地图放进适当的目录。[3]
- 游戏的各种特性的庞大和教程的缺少使没有老手带领的新手难以对抗有经验的老手，还可能因此影响己方团队的合作。[3]
- DotA Allstars的游戏时间在20分钟到1个半小时不等，而任何一名玩家的离开就可能使对局进入不平衡的状态。[3]
- 由于DOTA比赛的时间相对于其他比赛有些长而且大部分时间均没有明显对抗冲突，因而观赏性不够。这也是DOTA作为电子竞技比赛项目发展时所面临的问题之一。

## 反应和影响

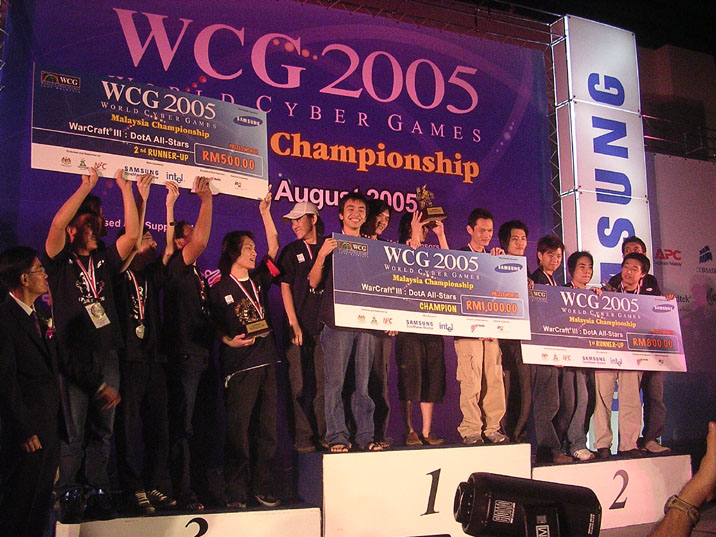
第一届WCG的DotA决赛前三名

在《电脑游戏世界》杂志中游戏新闻工作者和开发者卢克·史密斯在回忆《魔兽争霸III》的新地图和新Mod时称“随着时间的推移，DotA越来越流行，是极限的即时战略游戏（the ultimate real time strategy）。”自2005年DotA Allstars在暴雪嘉年华（BlizzCon）首次比赛，DotA Allstars已经成为重要的联赛地图。DotA Allstars也在马来西亚和新加坡2005年的WCG亚洲杯成为比赛项目，并且WCG亚洲区在2006赛季开始了DotA项目。DotA现在是国际公认的电子竞技比赛项目之一。DotA Allstars的官方论坛通常有800人同时在线讨论，1个月大约有100000个主题，而《魔兽争霸III》的官方讨论区1个月主题也不过几千个。又如，DotA也出现在ESWC2008的比赛项目中Oliver Paradis，ESWC比赛的管理者指出在社会对DotA的高度支持下，也因为其在国际大赛中的出现，这就是DotA入选比赛项目的原因。
DotA在世界的许多地方也很流行。在菲律宾和泰国DotA与《反恐精英》是同等地位。在瑞典和其他北欧国家DotA一样流行。在《魔兽争霸III》中，局域网游戏是比赛的重要部分，包括瑞典和挪威的联赛；然而，在北美缺少这种局域网联赛，一些地图制作团队已经解散。而暴雪认定DotA Allstars是最佳的自定义地图
2008年6月，迈克尔·沃尔布里奇为Gamasutra供稿时指出DotA“在世界上可能是最流行、讨论最自由而不提供游戏支持的游戏Mod”他指出了表明在游戏周围有强力的社团支持，Walbridge指出DotA表现出这是非常容易由一个社区维护的游戏，并且这是一个地图的最大优势。Gas Powered Games的半神（2009年）自DotA得到启发，经游戏出版商GameSpy分析，游戏像“在现实生活中玩DotA”。Guinsoo（DotA前作者）继续使用许多他自DotA中学到的方法和经验为创作Riot Games的《英雄联盟》。其他类似DotA的游戏有S2 Games的《纽沃斯英雄》。
DotA的流行基本上是因为口头传播和游戏的社会性。
在DotA没有被汉化之前，台湾玩家模仿DotA，制作了名为“真三国无双”的中文版本魔兽RPG对抗地图。地图设定背景为蜀魏相争，因其中国元素浓重，深受华人地区玩家喜爱。
与「真三国无双」齐名的「信长之野望」是另一张中文版本魔兽RPG对抗地图，地图设定的时空背景为战国时代两大势力的对抗。以不断更新及模组精致等特点拥有广大玩家，也有少部分玩家認為其「信长之野望」之內容較偏向於MOBA類型的競技方式。
而DotA Allstars也因为《魔兽争霸III》引擎的限制，而受到一定的制约，比如技能的伤害不能与英雄等级同时提高等。于是出现了模仿DotA地图的游戏，如韩国N-log的游戏《黑暗之光》（Darkness and Light）要求玩家从阵营光明和黑暗中选择其一，也以破坏对方基地为目的。开发公司称其为“对战战略攻城网游”，每次对战约进行30分钟，玩家可通过杀死中立、敌方势力来提升等级与获得金钱来购买装备。但是其游戏过程与DotA类似。

## 相关版本
人工智能版（AI版）自正式版本地图编辑制作，其中可以有部分英雄由计算机人工智能控制。用于帮助玩家迅速上手。人工智能版的地图能让玩家了解游戏要素。不过并不适合已熟悉游戏的玩家进行大幅提高。
OMG版本最早由DotA Allstars俄文翻译组组长（昵称Bob）所作，该改版允许玩家手动选取3个技能和1个大招或者由系统随机选择组合出4个技能。游戏的随机性较大。
6v6版自正式版本地图编辑制作，可以支持12个玩家对战。
IMBA即英文“imbalance”的缩写意思为不平衡，icefrog把dota本身的平衡性做的很好，但是IMBA版对几乎所有英雄的个别技能加以改动（增强）。例如：月之女祭司射出的月神箭射程增加到3倍，飞行增加伤害，屠夫的钩子（T）距离大大增加，伤害随距离提升，剑圣的大招（无敌斩）的次数乘以3倍 等等。IMBA版本就像OMG版本一样是个娱乐版本，本身没有平衡性可言，仅供娱乐。使用IMBA版本进行游戏只需下载IMBA版地图，在开始游戏时打入特殊的地图命令（如-ak、-fr、-fn、-ss等）即可。

## 游戏文化
DotA Allstars是WCG亚洲杯的一个比赛项目，不仅如此，世界上也有多个DotA Allstars联赛。SK及MYM等著名战队都拥有DotA Allstars分部。在游戏之外，DotA Allstars的玩家们制作了许多优秀的视频分享在游戏中的精彩时刻，其中也有解说比赛的视频。也有一些玩家创作了相关的小说、漫画
、美术作品及手工作品。